# Mulberry Street (Manhattan)
Pour les articles homonymes, voir Mulberry Street.
Mulberry Street (la « rue du mûrier » en français) est une rue située à New York, dans l'arrondissement de Manhattan. Elle constitue une des artères historiques de Little Italy. Chaque année, au mois de septembre, s'y déroule la fête de San Gennaro.

## Situation et accès
Au XIXe siècle, Mulberry Street est l'une des cinq rue comprises dans le quartier de Five Points de Manhattan. Elle est située entre les rues Baxter et Mott et s'étend du nord au sud à travers le centre historique de Little Italy. À l'extrémité sud de Mulberry Street, la rue se confond avec le quartier chinois de New York, où la rue est bordée de marchands fruitiers, de boucheries et de poissonniers asiatiques. 
Plus au sud, depuis la rue Bayard, sur le côté ouest de la rue, se trouve Columbus Park qui a été créé en 1897. Il s'agit du seul parc du Chinatown new-yorkais. Le côté est de la rue, lui, est maintenant bordé de salons funéraires du quartier chinois.

## Origine du nom
La rue tient son nom des mûriers qui longeaient Mulberry Bend, le léger virage de Mulberry Street.

## Historique
La rue était répertoriée sur les cartes de la région depuis au moins 1755. 
Selon un journaliste américain : « Mulberry Bend is a narrow bend in Mulberry Street, a tortuous ravine of tall tenement-houses... so full of people that the throngs going and coming spread off the sidewalk nearly to the middle of the street... The crowds are in the street because much of the sidewalk and all of the gutter is taken up with vendors' stands. »
Pour le journaliste et réformateur urbain Jacob Riis, sensible à la pauvreté des immigrés à New York, Mulberry Bend incarne le pire des taudis de la ville : "A Mulberry Bend Alley" contrastant avec "Mulberry Bend devient un parc" sont deux des photographies illustrant l'appel de Jacob Riis pour le renouveau de la ville, The Battle with the Slum, publié en 1902.

## Bâtiments remarquables et lieux de mémoire
Le Puck Building se trouve près de l'extrémité nord de la rue, sur le coin sud-ouest de Houston Street.
Plus au sud, l'ancienne cathédrale Saint-Patrick de New York s'élève au milieu de son cimetière. 
Au-dessous de Prince Street (au numéro 247) se tient l'ancien Ravenite Social Club, où les écoutes téléphoniques ont permis d'envoyer John Gotti en prison.

### Fête de San Gennaro

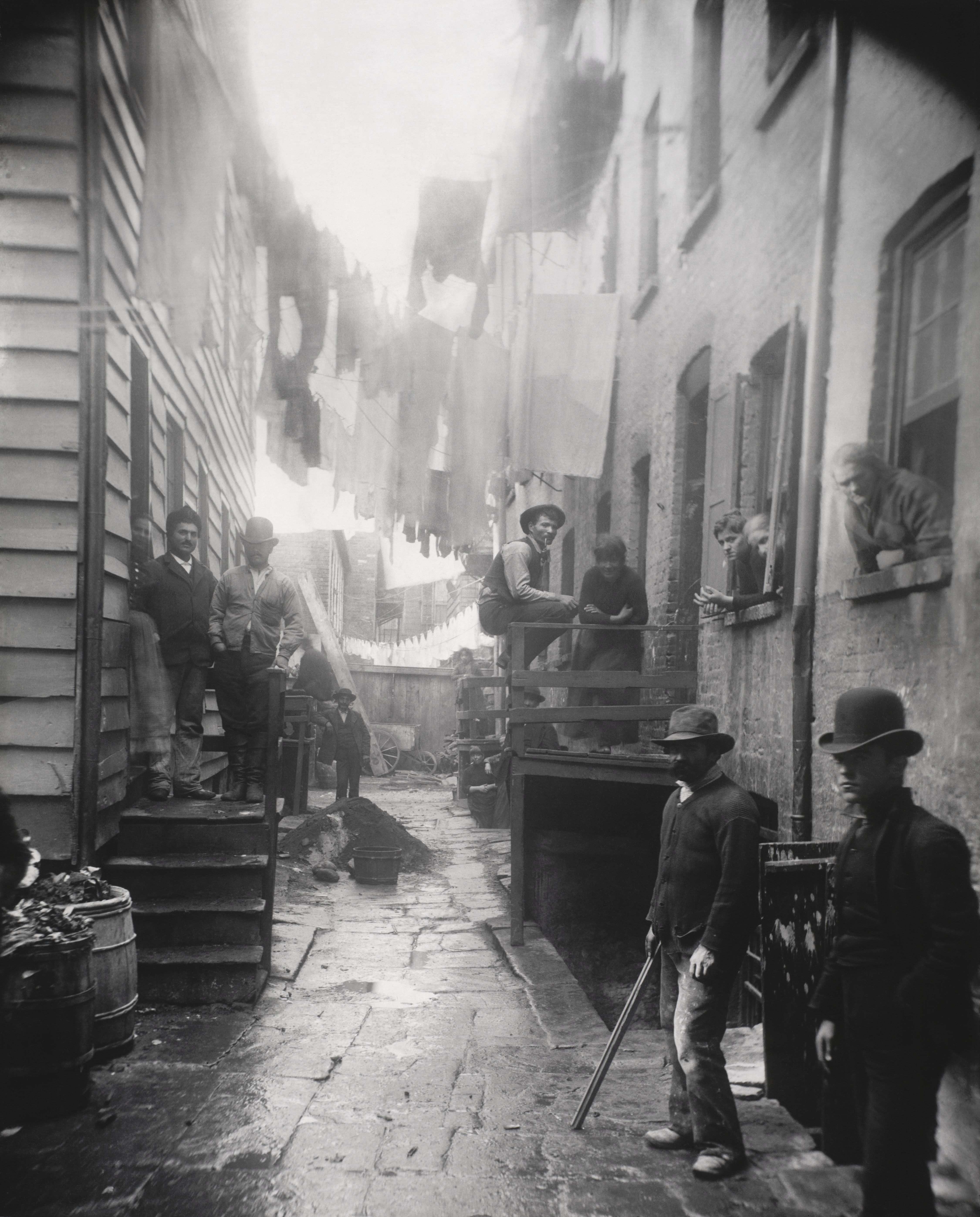
Photo de Mulberry Street, datant de 1888 (Bandits' Roost, 59 1/2 Mulberry Street.)

Toute la rue est bloquée à la circulation lors du festival italo-américain de la fête de San Gennaro chaque mois de septembre. 

### Médias
Mulberry Street a fait l'objet de livres, de films et de musique. On peut par exemple trouver la chanson jazzie Big Man on Mulberry Street de Billy Joel sur son album The Bridge sorti en 1986. Le 21 mai 2021, Twenty One Pilots ont sorti leur nouvel album Scaled and Icy qui contient en piste 7 le titre Mulberry Street. 
Le Dr Seuss a réalisé le livre illustré pour enfants « And to Think That I Saw It on Mulberry Street » en 1937.